# Hesket in the Forest
Hesket in the Forest var en civil parish fram till 1934 när den uppgick Hesket, i grevskapet Cumbria i England. Civil parish var belägen 12 km från Carlisle. Det inkluderade Aiketgate, Armathwaite, Calthwaite, High Hesket, Ivegill, Low Hesket, Morton, Nunclose, Old Town och Southwaite. Civil parish hade 1 822 invånare år 1931.